# Hèmon
Segons la mitologia grega, Hèmon (en grec antic Αἵμων, ονος Haímōn), va ser un príncep tebà, fill de Creont i d'Eurídice.
Hi ha dues versions diferents sobre aquest Hèmon: segons la primera, a Hèmon, fill de Creont, el va devorar l'esfinx, i el seu pare, per venjar-ne la mort, va prometre el regne de Tebes a qui deslliurés el país del monstre. Segons l'altra tradició, Hèmon estava promès a Antígona, la filla d'Èdip, i se suïcidà quan aquesta fou condemnada a mort per Creont. Aquesta segona versió és la que utilitza Sòfocles a l'Antígona. De vegades s'atribueix a Hèmon i Antígona un fill anomenat Mèon. Així ho explica Eurípides a la tragèdia desapareguda Antígona.
Un altre Hèmon va ser l'heroi epònim de l'Hemònia, el nom antic de Tessàlia. Era fill de Pelasg i pare de Tèssal, que després donà nom al país. En una altra genealogia, Hèmon forma part dels cinquanta fills de Licàon, fill de Pelasg. Aquesta tradició el considera fundador de la ciutat d'Hemònia, a l'Arcadia.
Una tradició antiga parla d'un Hèmon net de Cadme i fill de Polidor, que havia matat per descuit un company durant una cacera, i per això va haver de fugir a Atenes. Els seus
descendents van emigrar a Rodes, i d'allà a Agrigent, a Sicília. Es relacionava al tirà Teró amb aquest llinatge.